# Kukačka vraní
Kukačka vraní (Centropus sinensis) je středně velký pták z čeledi kukačkovitých. Patří do asijských druhů kukaček. Své české druhové jméno dostala podle svého vzhledu připomínající vránu nebo i straku. Někteří obyvatelé ji kvůli dlouhému ocasu přirovnávají k bažantovi (proto crow pheasant).

## Rozšíření
Indie, Pákistán, Čína, Nepál a Indonésie.

## Popis
Měří 48 cm, hlava je černá, tělo černé s lesklými fialovými znaky a světle hnědými křídly. Oči jsou červené. 

## Potrava
Kukačka vraní se živí hmyzem, housenkami motýlů, malými obratlovci a loví i zmije řetízkové. Také se ale živí i ovocem stromů druhů Cascabela thevetia, jehož ovoce je jedovaté. 

## Hnízdění
Tento druh neklade vejce do cizích hnízd jako kukačka obecná, staví si svoje hnízda.